# مکرتیچ مازمانیان (روان‌شناس)
مکرتیچ آرامی مازمانیان (ارمنی: Մկրտիչ Արամի Մազամյան؛  زادهٔ ۸ مارس ۱۹۱۰ - درگذشته ۱۷ فوریهٔ ۱۹۷۷) روان‌شناس اهل ارمنستان بود.

## زندگی‌نامه
وی در ۸ مارس ۱۹۱۰ در گیومری به دنیا آمد و از دانشگاه دولتی ایروان فارغ‌التحصیل گشت. همچنین برندهٔ جوایزی همچون نشان پرچم سرخ کار شده‌است. وی در ۱۷ فوریهٔ ۱۹۷۷  در سن ۶۶ سالگی در ایروان درگذشت. 